# 산비토키에티노
산비토키에티노(이탈리아어: San Vito Chietino)는 이탈리아 아브루초주 키에티도에 있는 코무네이다.

## 경제
이곳에는 라 코스타 데이 트라보키(La Costa dei Trabocchi)가 있다. 트라보키는 바다 한가운데에 15세기 이후에 지어진 커다란 목제 플랫폼이다. 트라보키에서는 오르토나에서 포사체시아까지 볼 수 있다. 지역의 낚시꾼들은 이곳의 수역에 어족이 풍부하여 이곳에서 낚시를 하기도 한다.

## 지역 유명 인물
- 유명한 시인 가브리엘레 단눈치오는 1900년에 이곳에서 살았다.